# Stefanie Höfler
Stefanie Höfler (* 1978 in Leonberg) ist eine deutsche Autorin von Kinder- und Jugendbüchern.

## Leben
Stefanie Höfler studierte Germanistik, Anglistik und Skandinavistik an der Albert-Ludwigs-Universität Freiburg und der University of Dundee/Schottland. Sie arbeitet als Lehrerin und Theaterpädagogin an einem Gymnasium im Schwarzwald.
Ihre ersten vier Kinder- bzw. Jugendbuchveröffentlichungen Mein Sommer mit Mucks (2015), Tanz der Tiefseequalle (2017), Der große schwarze Vogel (2018) und Feuerwanzen lügen nicht im Verlag Beltz & Gelberg wurden von der Kritik positiv aufgenommen und mehrfach ausgezeichnet, u. a. wurden alle vier für den Deutschen Jugendliteraturpreis nominiert.
Im November 2021 und Januar 2022 hatte sie die Poetik-Dozentur "kinderleicht&lesejung" des Hausacher LeseLenzes und der PH Karlsruhe inne. 2024 war sie Bielefelder Poet in Residence. Seit 2025 ist sie in der Jury des Peter-Härtling-Preises.

## Bibliografie
- Mein Sommer mit Mucks. Beltz & Gelberg, Weinheim 2015. ISBN 978-3-407-74725-9.
- Tanz der Tiefseequalle. Beltz & Gelberg, Weinheim 2017. ISBN 978-3-407-82215-4.
- Der große schwarze Vogel. Beltz & Gelberg, Weinheim 2018. ISBN 978-3-407-75433-2.
- Helsin Apelsin und der Spinner. Beltz & Gelberg, Weinheim 2020. ISBN 978-3-407-75554-4.
- Waldtage! Illustrationen: Claudia Weikert. Beltz & Gelberg, Weinheim 2020. ISBN 978-3-407-75810-1.
- Stefanie Höfler, Claudia Weikert: Die Eroberung der Villa Herbstgold. Beltz & Gelberg, Weinheim 2022. ISBN 978-3-407-75631-2.
- Feuerwanzen lügen nicht. Beltz & Gelberg, Weinheim 2022. ISBN 978-3-407-75684-8.
- Stefanie Höfler, Philip Waechter: Ameisen in Adas Bauch. Ein Kinderbuch über leise und laute Gefühle. Beltz & Gelberg, Weinheim 2024. ISBN 978-3-407-75895-8.
- Stefanie Höfler, Claudia Weikert: Nachtspaziergang! Die schönste Kita-Übernachtung! Beltz & Gelberg, Weinheim 2025. ISBN 978-3-407-75952-8.

## Auszeichnungen
- 2015: Nachwuchspreis für deutschsprachige Kinder- und Jugendliteratur der Deutschen Akademie für Kinder- und Jugendliteratur für Mein Sommer mit Mucks[6]
- 2015: Buch des Monats des Instituts für Jugendliteratur Wien, April 2015, für Mein Sommer mit Mucks[7]
- 2016: Leipziger Lesekompass (Altersgruppe 10–14 Jahre) für Mein Sommer mit Mucks[8]
- 2016: Nominierung für den Deutschen Jugendliteraturpreis, Kategorie Kinderbuch mit Mein Sommer mit Mucks[9]
- 2017: Luchs des Jahres für Tanz der Tiefseequalle[10]
- 2018: Nominierung für den Deutschen Jugendliteraturpreis, Kategorie Jugendbuch mit Tanz der Tiefseequalle[11]
- 2018: Nominierung für den Deutsch-Französischen Jugendliteraturpreis mit Tanz der Tiefseequalle[12]
- 2019: Kranichsteiner Jugendliteratur-Stipendium für Der große schwarze Vogel[13]
- 2019: Doppelnominierung für den Deutschen Jugendliteraturpreis, Kategorie Jugendbuch und Preis der Jugendjury mit Der große schwarze Vogel[14]
- 2020: Reinhold-Schneider-Preis der Stadt Freiburg[15]
- 2021: Aufnahme von Der große schwarze Vogel auf die IBBY-LIST für Jugendliteratur[16]
- 2021: Leipziger Lesekompass (Altersgruppe 2–6 Jahre) für Waldtage![17]
- 2021/2022: 8. Poetik-Dozentur für Kinder- und Jugendliteratur an der Pädagogischen Hochschule Karlsruhe (PHKA)[18]
- 2023: Nominierung für den Deutschen Jugendliteraturpreis, Kategorie Jugendjury, mit Feuerwanzen lügen nicht[19]
- 2025: Shortlist für den Evangelischen Buchpreis 2025 mit Ameisen in Adas Bauch[20]